# Pholidochris dohrni
Pholidochris dohrni är en skalbaggsart som beskrevs av Max Quedenfeldt 1884. Pholidochris dohrni ingår i släktet Pholidochris och familjen Melolonthidae. Inga underarter finns listade i Catalogue of Life.